# Lista de membros da Royal Society eleitos em 1976
Esta é uma lista de Membros da Royal Society eleitos em 1976.

## Fellows of the Royal Society (FRS)
1. Sir Ludwig Guttmann  (1899–1980)
2. William Watt  (1912–1985)
3. Peter Frederick Baker  (1939–1987)
4. Thomas Gerald Pickavance  (1915–1991)
5. Sir Karl Popper  (1902–1994)
6. Roger Sperry  (1913–1994)
7. Henry Charnock  (1920–1997)
8. Edward George Gray  (1924–1999)
9. Elsie Widdowson  (1906–2000)
10. Sir William MacGregor Henderson  (1913–2000)
11. Albrecht Fröhlich  (1916–2001)
12. John Derek Smith  (1924–2003)
13. John Hammersley  (1920–2004)
14. George Bellamy Mackaness  (1922–2007)
15. Roger John Blin-Stoyle  (1924–2007)
16. Seymour Benzer  (d. 2007)
17. Frank William Ernest Gibson  (d. 2008)
18. Leonard Goodwin  (d. 2008)
19. Joseph Murdoch Ritchie  (d. 2008)
20. Hubert Rees  (d. 2009)
21. Sir James Black  (d. 2010)
22. Daniel Joseph Bradley  (d. 2010)
23. Patricia Hannah Clarke  (d. 2010)
24. Howard Harry Rosenbrock  (d. 2010)
25. Sir Frederick Warner  (d. 2010)
26. Francis Gordon Albert Stone  (1925–2011)
27. Sydney Percy Smith Andrew  (1926–2011)
28. Robin Holliday  (1931–2014)
29. Sir Geoffrey Allen
30. Peter Martin Biggs
31. Sir John Cadogan
32. William Gilbert Chaloner
33. Geoffrey Eglinton  (1927-2016)
34. Sir Roger Elliott
35. Lloyd Evans
36. Sir John Horlock
37. Dan Peter McKenzie
38. Walter Munk
39. John Nye
40. Stephen Joseph Robinson
41. Stanley Desmond Smith
42. Brian Arthur Thrush
43. Charles Hard Townes
44. Michael John Whelan
45. Ronald Karslake Starr Wood